# پارک ملی ول‌بیت شمالی
پارک ملی ول‌بیت شمالی (به لاتین: Northern Velebit National Park) یک پارک ملی، ذخیره‌گاه زیست‌کره و منطقه حفاظت‌شده در کرواسی است که در شهرستان لیکا-سنی واقع شده‌است.